# Jacques Tukumbé Nyimbusède Anyilunda
Jacques Tukumbé Nyimbusède Anyilunda (* 1946 in Kandé, Togo) ist ein togoischer Geistlicher und emeritierter römisch-katholischer Bischof von Dapaong.

## Leben
Jacques Tukumbé Nyimbusède Anyilunda empfing am 5. Juli 1973 das Sakrament der Priesterweihe.
Am 3. Dezember 1990 ernannte ihn Papst Johannes Paul II. zum Bischof von Dapaong. Der emeritierte Bischof von Dapaong, Barthélemy-Pierre-Joseph Hanrion OFM, spendete ihm am 13. April 1991 die Bischofsweihe; Mitkonsekratoren waren der Bischof von Atakpamé, Philippe Fanoko Kossi Kpodzro, und der Bischof von Sokodé, Chrétien Matawo Bakpessi.
Am 15. November 2016 nahm Papst Franziskus seinen vorzeitigen Rücktritt an.